# Otto Altweck

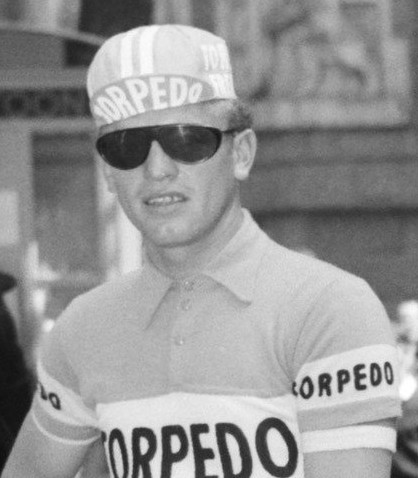
Otto Altweck (1960)

Otto Altweck (* 28. März 1937 in München; † August 2025) ist ein ehemaliger deutscher Radrennfahrer und Radsporttrainer.

## Werdegang
1956 siegte er mit 19 Jahren im Rennen Rund um Stuttgart. 1957 gewann Altweck, noch als Amateur, Rund um Sebnitz, bei den UCI-Straßen-Weltmeisterschaften 1958 belegte er den 13. Platz. Anschließend wurde er Profi. In seinem ersten Profijahr wurde er, noch als Amateur, Dritter der Berliner Etappenfahrt, 1959 deutscher Meister in der Einerverfolgung. Zudem gewann er Etappen beim Critérium du Dauphiné, bei der Tour de Picardie und der Luxemburg-Rundfahrt. Ebenfalls 1958 belegte er den dritten Platz beim Frankfurter Sechstagerennen, gemeinsam mit Hans Jaroszewicz. 1959 gewann er das Eintagesrennen Rund um Frankfurt.
1960 wurde Altweck Dritter der Europameisterschaft der Steher und belegte bei der Internationalen Afri-Cola Deutschland-Rundfahrt in der Gesamtwertung Rang zehn. Im selben Jahr wurde er deutscher Vize-Meister im Zweier-Mannschaftsfahren, gemeinsam mit Sigi Renz.
Seit 2009 belegte Altweck mehrfach Podiumsplätze bei Masters-Radsportveranstaltungen für Rennfahrer über 70 Jahre. So errang er 2010 im portugiesischen Anadia bei den Masters-Weltmeisterschaften zwei Goldmedaillen, im Scratch und im Punktefahren.
Von 1986 bis 1989 war Altweck in Indonesien Bahnradsport-Nationaltrainer, und von 2000 bis 2004 arbeitete er als Nationaltrainer im Iran. 2010 war er erneut im Iran tätig. Seine Tochter ist die ehemalige Radrennfahrerin Gabi Altweck.